# ریم عبدالله
ریم عبدالله (عربی: ریم عبدالله; زاده ۲۰ فوریه ۱۹۸۷ در ریاض) یک هنرپیشه اهل عربستان سعودی است.(بازیگر معروف است). 
او خشگل ترین بازیگر عرب معرفی شده.او بدون شوهر است.

## زندگی
ریم عبدالله از سال ۲۰۰۷ به بازیگری مشغول است. او در سریال قلب سفید و سریال طنز/کمدی تاش ما تاش شبکه مرکز پخش خاورمیانه بازی کرده‌است. او اولین فیلم بلند خود را در سال ۲۰۱۲ با فیلم وجده انجام داد. از سال ۲۰۱۶ در سریال طنز سلفی بازی کرد و از سال ۲۰۱۸ در سریال تاریخی عصوف که بر زندگی در عربستان سعودی در دهه ۱۹۷۰ تمرکز دارد.

## فیلم‌شناسی
- ۲۰۰۷–۲۰۰۹: قلب سفید (مجموعه تلویزیونی)
- ۲۰۰۷: امشا بنت امش (سریال تلویزیونی)
- ۲۰۰۷–۲۰۱۰: تاش ما تاش (مجموعه تلویزیونی)
- ۲۰۰۸: باینی والاک (مجموعه تلویزیونی)
- ۲۰۱۲: دختر وجده
- ۲۰۱۶–۲۰۱۷: سلفی (مجموعه تلویزیونی، ۵۸ قسمت)
- ۲۰۱۸–۲۰۱۹: عصوف (مجموعه تلویزیونی، ۵۳ قسمت)